# Giuseppe Martino
Giuseppe Martino (Castelmagno, Provincia de Cuneo, 1 de mayo de 1915 - Alice Bel Colle, 29 de octubre de 2001) fue un ciclista italiano que fue profesional entre 1938 y 1958. Destacó sobre todo en el ciclismo en pista, concretamente en el medio fondo donde ganó una medalla de bronce al Campeonato del Mundo de 1955.
El 1961 se nacionalizó francés.

## Palmarés en ruta
- 1938
  - Vencedor de 2 etapas al Tour del Sudeste
- 1939
  - 1º en la Lyon-Grenoble-Lyon y vencedor de una etapa

### Resultados en el Giro de Italia
- 1955. 43.º de la clasificación general

## Palmarés en pista
- 1951
  - Campeón de Italia en Medio Fondo
- 1952
  - Campeón de Italia en Medio Fondo
- 1953
  - Campeón de Italia en Medio Fondo
- 1954
  - Campeón de Italia en Medio Fondo
- 1955
  - Campeón de Italia en Medio Fondo 
  - 3º en el Campeonato del Mundo en medio fondo
- 1956
  - Campeón de Italia en Medio Fondo
- 1957
  - Campeón de Italia en Medio Fondo